# Beskydy
Beskydy este o arie protejată (arie specială de conservare — SAC, sit de importanță comunitară — SCI) din Republica Cehă întinsă pe o suprafață de 120.386,53 ha, integral pe uscat.

## Localizare
Centrul sitului Beskydy este situat la coordonatele 49°25′18″N 18°22′06″E / 49.421667°N 18.368333°E.

## Înființare
Situl Beskydy a fost declarat sit de importanță comunitară în aprilie 2005 pentru a proteja 2 specii de plante și 11 specii de animale. Situl a fost protejat și ca arie specială de conservare în iulie 2012.

## Biodiversitate
Situată în ecoregiunea continentală, aria protejată conține 18 habitate naturale: Râuri de munte și vegetația erbacee de pe malurile acestora, Peșteri inaccesibile publicului, Mlaștini alcaline, Formațiuni de Juniperus communis pe lande sau pajiști calcaroase, Pante stâncoase silicioase cu vegetație casmofită, Râuri de munte și vegetația lor lemnoasă cu Salix elaeagnos, Pajiști uscate seminaturale și facies de acoperire cu tufișuri pe substraturi calcaroase (Festuco-Brometalia) (* situri importante pentru orhidee), Liziere de ierburi înalte hidrofile de câmpie și de nivel montan până la alpin, Păduri de fag subalpine medio-europene cu Acer și Rumex arifolius, Păduri acidofile de Picea de la nivel montan la nivel alpin (Vaccinio-Piceetea), Păduri de stejar și carpen Galio-Carpinetum, Păduri de fag Asperulo-Fagetum, Fânețe de joasă altitudine (Alopecurus pratensis, Sanguisorba officinalis), Păduri de fag Luzulo-Fagetum, Izvoare petrifiante cu formare de travertin (Cratoneurion), Păduri aluvionare cu Alnus glutinosa și Fraxinus excelsior (Alno-Padion, Alnion incanae, Salicion albae), Formațiuni ierboase bogate în specii de Nardus, dezvoltate pe substraturi silicioase în zone montane (și în zone submontane, în Europa continentală), Păduri pe pante, grohotișuri și ravene de Tilio-Acerion.
La baza desemnării sitului se află mai multe specii protejate:
- plante (2): Aconitum firmum subsp. moravicum, Buxbaumia viridis
- amfibieni (2): izvoraș-cu-burta-galbenă (Bombina variegata), Triturus montandoni
- mamifere (5): lupul (Canis lupus), vidră de râu (Lutra lutra), râs eurasiatic (Lynx lynx), liliac comun (Myotis myotis), urs brun (Ursus arctos)
- nevertebrate (4): Carabus variolosus, Cucujus cinnaberinus, gândacul de apă (Rhysodes sulcatus), Unio crassus